# نيقولاي برزارين

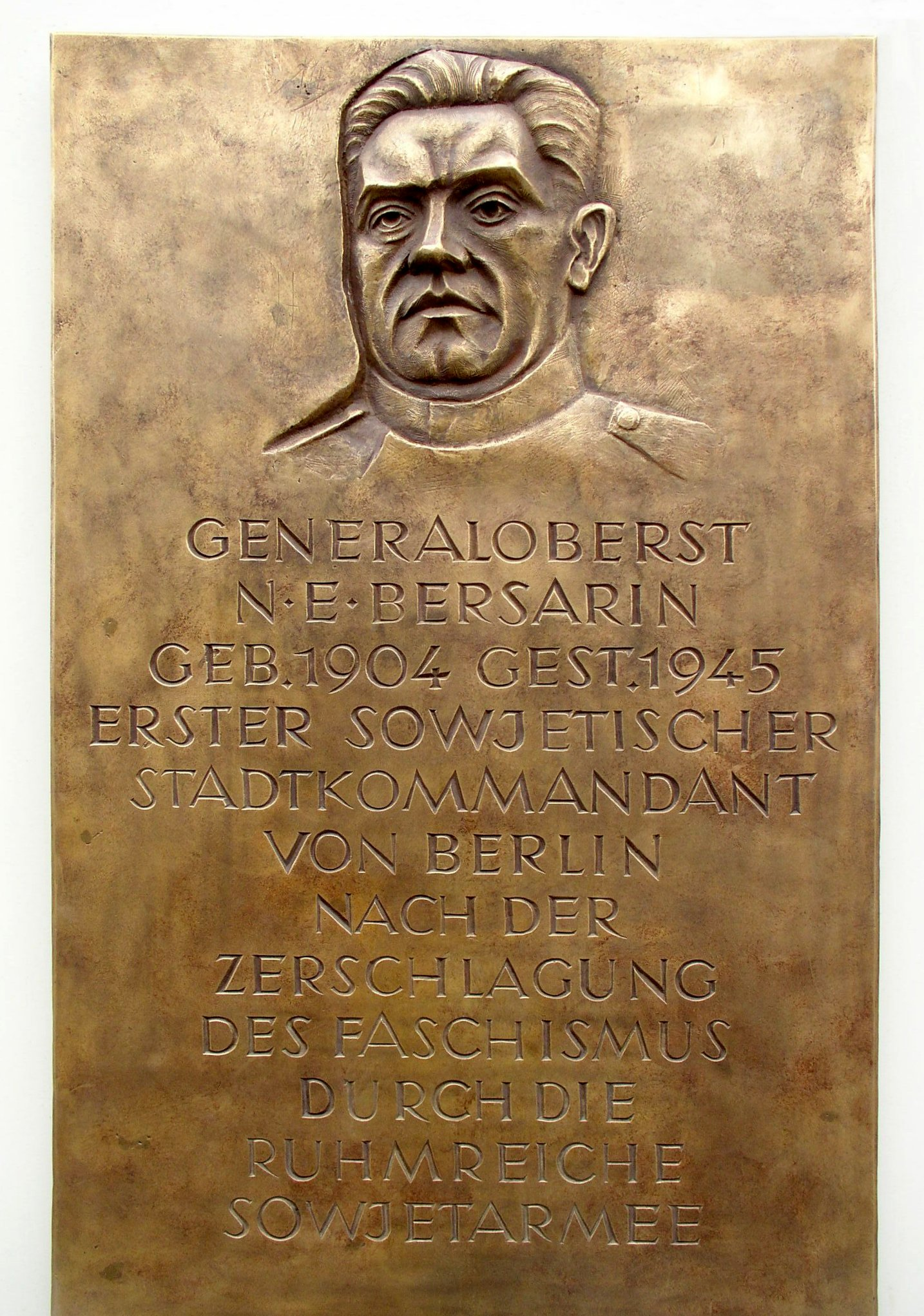
شاهد يحمل صورة نيقولاي بيرزارين في ألمانيا

 نيكولاي برزارين  (1 أبريل 1904 - 16 يونيو 1945) قائد عسكري سوفيتي في العهد الستاليني والحرب العالمية الثانية والتي عرف بارتكابه لجرائم حرب ضد السكان المدنيين في دول البلطيق وألمانيا أثنائها. في يونيو 1941، تولى مسؤولية ترحيل نحو 47,000 بلطيقي، إلى معسكرات تجميع سوفيتية. وفي عام 1945، أصبح قائدًا لقوات الاحتلال السوفيتية في برلين.
إنضم نيكولاي برزارين في عام 1922، إلى شباب الحزب الشيوعي السوفيتي، وفي عام 1926، أصبح له عضوية كاملة في الحزب الشيوعي السوفيتي.
من عام 1935 حتي عام 1937، تولى قيادة فوج المشاة الـ 77 من فرقة المشاة الـ 26 التابعة لجيش الشرق الأقصى السوفيتي. حتى عام 1938 ، وكان المدرب الرئيسي للفريق آمور.
خلال عملية التطهير الكبرى، اتهم بانتمائه لأعداء الشعب، لكنه تلقى الدعم من الكثير من أعضاء الحزب الشيوعي. كقائد فرقة، بعد أن نجح في صد الهجوم الياباني في بحيرة خاشان عام 1938، حصل على وسام الراية الحمراء. وفي 27 مايو 1941، تم نقله بناء على طلبه الخاص لريغا، وأصبح قائدًا للجيش السابع والعشرين.
حارب برزارين ضد القوات الألمانية التي هاجمت الاتحاد السوفيتي من ديسمبر 1941 إلى مايو 1944، حيث تولى قيادة عدة جيوش؛ كما أصيب إصابة بالغة في مارس 1943 دخل على إثرها المستشفى لمدة ستة أشهر. حصل على وسام لينين وتمت ترقيته لنجاحه في اختراق الخطوط الألمانية في هجوم ياسي - كيشيناو في أغسطس 1944. بعد غزو كيشيناو في أغسطس 1944، بدأت الجبهات البيلاروسية والأوكرانية مسيرتها إلى برلين.
كان جيش الصاعقة الخامس السوفيتي بقيادة برزارين أول من وصل إلى ضواحي برلين في 21 أبريل 1945، وفي 24 أبريل، تم تعيينه قائدًا للمدينة من قبل المارشال جوكوف.
وفي 16 يونيو 1945، بعد 55 يومًا في منصبه، توفي نيقولاي برزارين في حادث دراجة نارية في برلين عن عن عمر يناهز 41 عام.